# اس‌اس یپیرانگا
اس‌اس یپیرانگا (به انگلیسی: SS Ypiranga) یک کشتی بود که طول آن ۱۳۸٫۲ متر (۴۵۳ فوت) بود. این کشتی در سال ۱۹۰۸ ساخته شد.